# 재키 (가나의 가수)
재키(Gyakie, 1998년 12월 16일 ~ )는 가나의 음악가이다.

## 음반 목록

### EP
- SEED (2020)
- MY DAIRY (2022)